# Maravillas Modernas

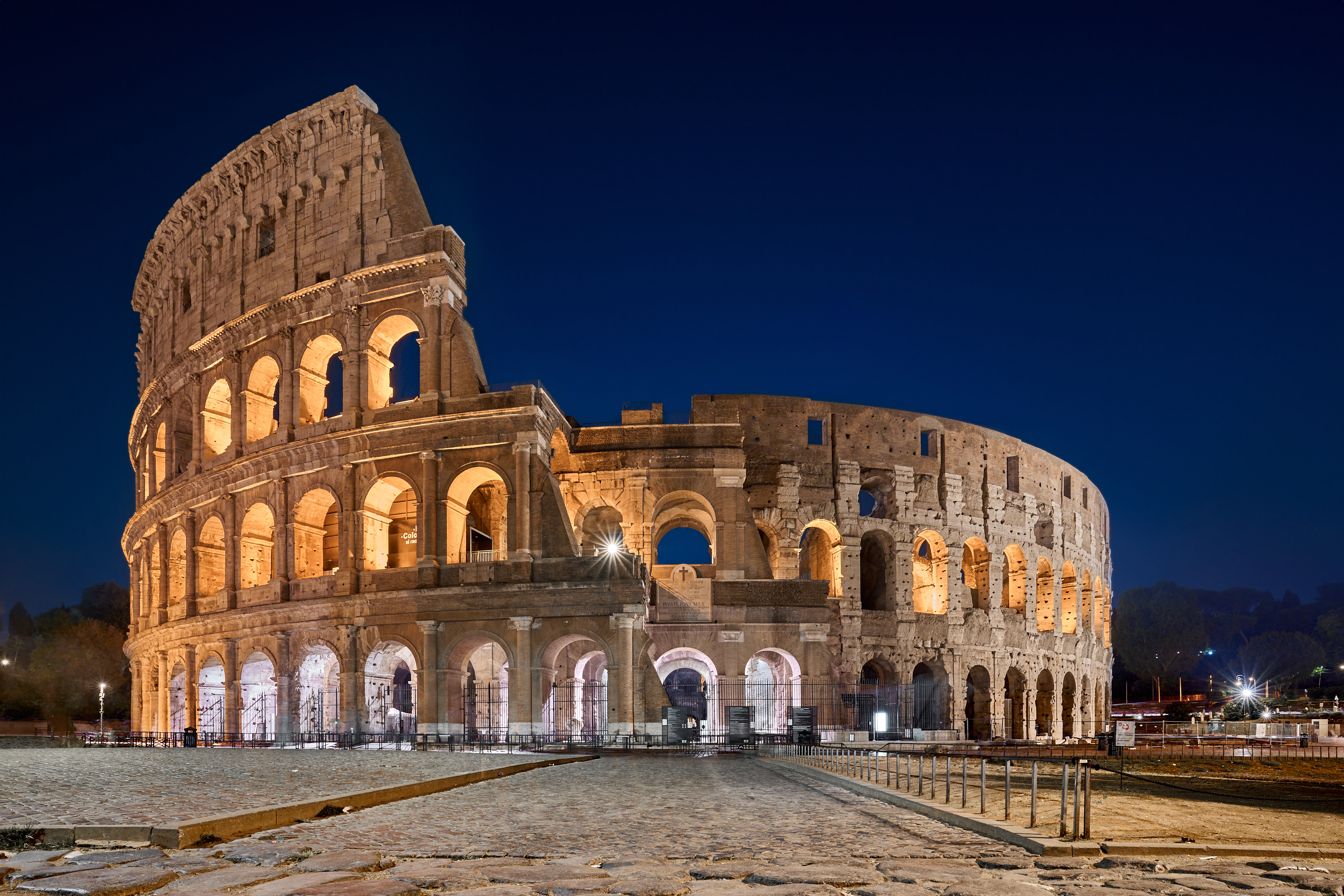
Fotografía del anfiteatro romano de Roma, en la noche.

Maravillas Modernas (Modern Marvels en inglés) es una serie de televisión norteamericana originaria del canal History. El programa se enfoca en cómo la tecnología e ingeniería ha sido usada o ha afectado a la sociedad actual.

## Visión general
Es uno de los primeros programas del canal y el que más tiempo ha estado en el aire, siendo su primera emisión el 1 de enero de 1995. Actualmente, se transmite en el canal H2.
Desde su debut, se han producido más de 690 episodios de 44 minutos (una hora si se consideran los cortes comerciales), cubriendo varios temas, tales como la ciencia, tecnología, electrónica, mecánica, ingeniería, arquitectura, industria, producción en masa, manufactura, agricultura, entre otros. Cada episodio discute típicamente la historia y producción de varios objetos relacionados con el tema.
En enero de 2010 se empezaron a producir nuevos episodios, ya que en todo el 2009 no se produjeron. En agosto de 2010, el canal History empezó a transmitir episodios antiguos bajo el nombre Modern Marvels: Essentials, editados para durar treinta minutos.
En octubre de 2011, Maravillas Modernas se empezó a transmitir en el canal hermano H2, adicionalmente a la transmisión en el canal principal.
El programa ha utilizado extractos de ésta y otras series del canal, principalmente para producir especiales como Las 10 Maravillas más.
La serie se ha repetido en el canal digital Quest.

## Narración
Algunos narradores han sido usados durante la historia de la serie. El narrador más reciente es Max Raphael (en la versión norteamericana), quien ha narrado otros programas del canal.
La versión latinoamericana es narrada por Néstor Brito Landa, presentador de noticias venezolano.

## Producción
Bruce Nash es acreditado como el creador del programa. Don Cambou ha sido el productor ejecutivo en más de 350 episodios producidos para Actuality Productions, la compañía que produce el programa.

## Programas relacionados
Ocasionalmente, el canal transmite un spin-off especial llamado Desastres de la Ingeniería. Esos episodios describen situaciones donde la ingeniería falla (mayormente por factores humanos), como derrumbes o choques de aviones, resultando en fallas espectaculares, a veces con resultados fatales.